# Санта Мария ла Лонга
Санта Марѝя ла Ло̀нга (на италиански: Santa Maria la Longa; на фриулски: Sante Marie la Lungje, Санте Марие ла Лунгие) е село и община в Северна Италия, провинция Удине, автономен регион Фриули-Венеция Джулия. Разположено е на 38 m надморска височина. Населението на общината е 2445 души (към 2010 г.).